# روسل- دي ميردن
روسل- دي ميردن Reussel-De Mierden  بلدية وبلدة بمقاطعة شمال برابنت، جنوبي هولندا.

## طوبوغرافيا
خريطة طوبوغرافية هولندية لبلدية روسل- دي ميردن، يونيو 2015، (تقرأ بعد ثلاث نقرات على الخريطة).